# Крулювка (Малопольське воєводство)
Крулювка (пол. Królówka) — село в Польщі, у гміні Новий Вісьнич Бохенського повіту Малопольського воєводства.
Населення — 2102 особи (2011).
У 1975-1998 роках село належало до Тарновського воєводства.

## Демографія
Демографічна структура станом на 31 березня 2011 року:
|          | Загалом | Допрацездатний вік | Працездатний вік | Постпрацездатний вік |
| -------- | ------- | ------------------ | ---------------- | -------------------- |
| Чоловіки | 1081    | 285                | 697              | 99                   |
| Жінки    | 1021    | 258                | 568              | 195                  |
| Разом    | 2102    | 543                | 1265             | 294                  |